# Lauri Nissinen
Lauri Nissinen (Joensuu, 31 de julio de 1918-Kaukjärvi, 17 de junio de 1944) fue un As de la aviación de la Segunda Guerra Mundial en la Fuerza aérea finlandesa.

## Biografía

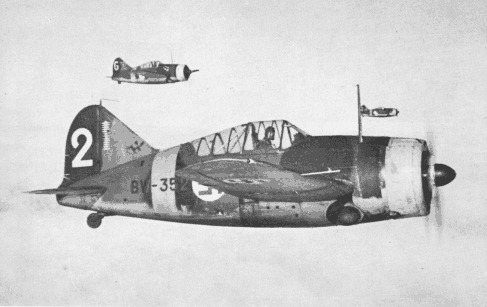
Nissinen Consiguió 22 de sus victorias pilotando un Brewster F2A Buffalo

Lauri Vilhelm Nissinen nació en Joensuu el 31 de julio de 1918 y para su servicio militar obligatorio se unió a la Fuerza aérea. Durante su servicio decidió dedicarse a la aviación, solicitando formación como piloto NCO en 1938. Debido a su rendimiento durante la capacitación, se unió al HLeLv 24, volando el Fokker D.XXI en mayo de 1939. Durante el verano de 1939  fue ascendido a Sargento.
Cuando la Guerra de Invierno comenzó, Sgt. Nissinen reclamó una victoria aérea el 1 de diciembre de 1939, afirmando haber abatido un SB-2 y haber averiando otros dos sobre Víborg.Para el fin de la Guerra de Invierno, había reclamado cuatro victorias en total y era un Sargento mayor. 
HLeLv 24 estaba equipado con el  Brewster Búfalo, construido en EE. UU. Cuando comenzaron  las hostilidades de nuevo el 25 de junio de 1941, Nissinen volvió a volar. El 7 de julio de 1941 sobrevolando Käkisalmi, dos aviones de combate enemigos atacaron de frente, Nissinen derribó ambos. El 21 de julio de 1941 derribó un I-153 en una batalla frente a frente, a pesar de que su aeronave sufrió daños y tuvo que regresar a la base. Su tripulación de tierra encontró cuatro disparos en el motor, uno en el fuselaje y algunos más en las alas. 
El 1 de agosto de 1941 en Rautjärvi seis Búfalos se enfrentaron a ocho aviones de combate soviéticos I-16. Tres I-16s atacaron desde detrás y el avión de Nissinen recibió varios golpes, destrozando el parabrisas. 
Al final de 1941 Nissinen era el segundo As FAF puntuado más alto con 15.5 muertes. Tras comenzar 1942 Nissinen assistió a la Escuela Oficial de Cadete, de donde él se graduó en junio de 1943 como Lugarteniente.
Nissinen fue condecorado con la Cruz de Mannerheim  el 5 de julio de 1942, teniendo el número 69. Tenía el rango de Alférez en ese momento.
Regresando a HLeLv 24  Nissinen fue nombrad comandante de vuelo y retomó las misiones aéreas. Su número de victorias aumentó a 26 al fin de 1943. El escuadrón fue gradualmente re-equipado con aviones Messerschmitt Bf 109 en la primavera de 1944.
En mayo de 1944 HLeLv 32, volando el Curtiss P-36, fue temporalmente fortalecido con un Messerschmitt Bf 109G-2 vuelo comandado por el Alfz. Nissinen. 
El 16 de mayo, acercándose a Nurmoila, Nissinen se enfrentó Lavochkin La-5. El La-5 sobrevoló en círculos a 1500 m y dejó subir a Nissinen a la misma altitud antes de que este girase para atacar desde arriba, derribando el La-5 tras una serie de ataques agotadores. 
Con la ofensiva soviética renovada el 9 de junio de 1944, Alfz. Nissinen obtuvo dos victorias más el 17 de junio de 1944 cuando dos aeronaves soviéticas ll-2 fueron interceptadas atacando dos posiciones finlandesas en Kaukjärvi. El compañero de Nissinen, Sgt. Heimo Lampi vio el estropeado Messerschmitt del Alfz. Sarjamo caer en picado a través de las nubes y chocar con el avión de Nissinen. Ambos aviones explotaron en el impacto y los pilotos fallecieron como consecuencia del accidente. 
Nissinen voló unas 300 misiones y puntuó 32 victorias en total. Su tumba está en Valkeala.